# Římskokatolická farnost – proboštství Poděbrady
Římskokatolická farnost – proboštství Poděbrady je územním společenstvím římských katolíků v rámci kutnohorsko-poděbradského vikariátu královéhradecké diecéze.

## O farnosti

### Historie
Proboštský kostel Povýšení sv. Kříže byl vystavěn ve 14. století. Dne 5. února 1886 bylo děkanství v Poděbradech povýšeno dekretem papeže Lva XIII. na proboštství. Proboštům bylo současně uděleno právo užívání pontifikálií. První probošt, ThDr. Leopold Kotrbelec, byl instalován 25. března téhož roku. Instalaci provedl královéhradecký biskup Josef Jan Hais.

### Duchovní správci
- 1940–1957 Mons. prof. ThDr. PhDr. Jan Sobota (probošt)
- 1958–1980 R.D. Josef Schovanec (8. 7. 1915 – 24. 6. 1980) (interkalární administrátor)
- 1980–1990 R.D. Josef Jůza (18. 1. 1915 – 15. 4. 1994) (interkalární administrátor)
- 1990–1998 R.D. František Lukeš (27. 2. 1921 – 11. 7. 1998) (probošt)
- 1998–2007 R.D. Mgr. Ing. Zdeněk Novák (probošt)
  - 2006–2007 R.D. Mgr. Jan Paseka (farní vikář)
- 2007–2019 Mons. Vladimír Hronek (probošt)
  - 2007–2009 R.D. ThLic. Mgr. Jaroslaw Furtan (farní vikář)
  - 2009–2017 R.D. Andrej Lukáček (výpomocný duchovní)
  - 2017–2018 R.D. Bc.Th. Mgr. Vojtěch Novotný (farní vikář)
  - 2018–2019 R.D. Bc.Th. Petr Zadina (farní vikář)
- 2019–současnost ICLic. Mgr. Petr Kubant (probošt)
  - 2019–2021 R.D. Ing. Josef Haman (jáhen, od 28. června 2020 farní vikář)
  - od r. 2021 R.D. Mgr. Ing. Pavel Jelínek (jáhen)

## Současnost
Farnost má sídelního duchovního správce, který je zároveň administrátorem ex currendo ve farnostech Kostelní Lhota, Kovanice, Libice nad Cidlinou, Vrbice a Žehuň.
| Kostel                    | Místo     | Bohoslužba                                                    | Bohoslužba                     | Poznámka             |
| ------------------------- | --------- | ------------------------------------------------------------- | ------------------------------ | -------------------- |
| Kostel sv. Vavřince       | Pátek     | 2. neděle v měsíci                                            | 14.00                          | filiální kostel      |
| Kostel Povýšení sv. Kříže | Poděbrady | neděle středa čtvrtek pátek 1. sobota v měsíci ostatní soboty | 10.00 18.00 8.00 a 18.00 18.00 | farní kostel         |
| Oratorium                 | Poděbrady | neslouží se pravidelně                                        | neslouží se pravidelně         | oratorium v DD Luxor |